# About a Girl
「About a Girl」(アバウト・ア・ガール)とは、イギリスのガールズグループシュガーベイブスの7枚目のスタジオアルバム、Sweet 7（2010年）からの曲である。レッドワンはこの曲をプロデュースし、マケバ・リディックとのコラボレーションで作曲した。これは、ダンスにインスパイアされたミドルエイトを備えたアップテンポのユーロポップとフューチャーハウスソングである。この曲は2009年11月8日にイギリスとアイルランドでアルバムのセカンドシングルとしてリリースされた。「About a Girl」は、2009年9月に最後に残ったオリジナルメンバーであるケイシャ・ブキャナンが去った後、バンドメンバーのジェイド・ユーエンがボーカルをフィーチャーした最初のシングルである。
その曲に対する批判的な反応はまちまちだった。Sweet 7の傑出したトラックとして賞賛する批評家もいれば、独創的で一般的ではないと批判する批評家もいる。この曲はUKシングルチャートで8位、スコットランドシングルチャートで4位、アイルランドシングルチャートでトップ20に入った。さらに、ポーランドとスロバキアでチャートインした。この曲のミュージックビデオは、グループの物議を醸すラインナップ変更の中で、2009年9月に撮影された。マーティン・ワイズが監督し、ロサンゼルス近郊のバスケス・ロックスで撮影された。このビデオはキルビルをテーマにしており、キャラバンでビジネスマンと戦うスタントダブルを特集している。シュガーベイブスはGMTV、Children in Need、UK Asian Music Awardsでこの曲を演奏した。

## 開発と構成
シュガーベイブスは2009年4月にアメリカを訪れ、7枚目のスタジオアルバム「Sweet 7」の制作を開始した。 彼らはJay-Zのレーベル、ロック・ネイションと契約を結び、知名度の高いプロデューサーとのコラボレーションに至った。2009年4月下旬、シュガーベイブスは、レッドワンという芸名で知られるナディール・カヤトと2曲で協力していることを明らかにした。 「About a Girl」は、マケバ・リディックと共同で曲を書いたレッドワンによって書かれ、プロデュースされた。 この曲はカリフォルニア州ロサンゼルスのヘンソン・スタジオで録音されロバート・オートンがミキシングした。
「About a Girl」は、アップテンポのユーロポップとフューチャーハウスソングである。 NMEのアレックス・デニーはそれを「フューチャーハウスのスライス」と表現した。 この曲には、クラブシンセサイザーと「90年代のダンスにインスパイアされた」雰囲気のミドルエイトが含まれている。 デジタル・スパイのニック・レヴィンは、これはグループの以前のサウンドからの逸脱であると指摘した。 歌詞の内容は、ルブタンとアップルパイに言及している。後者は、グループメンバーのアメル・ベラバがブリッジ中に「グラベリー」スタイルで歌っている。 BBCのフレイザー・マカルフィンによると、「About a Girl」は全体的な騒音レベルで「Get Sexy」に匹敵する。

## 発売
2009年8月、「About a Girl」がSweet 7のセカンドシングルとしてリリースされることが確認された。 ブキャナンのボーカルをフィーチャーしたこの曲の最初のバージョンは、2009年9月6日にBBCラジオ1で初放送された。「Get Sexy」と「About a Girl」の間のシングルリリースの合間に、ブキャナンはシュガーベイブスから追い出された。グループのラインナップ変更の結果、「About a Girl」は、元メンバーのブキャナンの代わりに、新メンバーのジェイド・イーウェンのボーカルをフィーチャーするためにすぐに再録音された。 この曲の新バージョンは2009年11月8日にデジタルダウンロードとしてリリースされ、翌日にはCDシングルとしてリリースされた。.

## クリティカルな受信
「About a Girl」は批評家から様々な評価を受けた。デジタルスパイのレヴァインは、この曲を「耳をつらむコーラスを持つユーロポピークラブのパンパー」と表現した。 彼はそれが「About You Now」以来、グループで最も感染力のあるシングルであると示唆したが、アルバムの他のトラックとともにキャラクターがないと述べた。 BBCのフレイザー・マカルパインは、この曲を「頭の周りに響く執拗なコーラスを持つダンスフロアに優しい曲」とみなし、前年のグループの音楽と比較した。 オールミュージックのジョン・オブライエンは、「About a Girl」を「彼らの最高のバック・カタログの隣に立つ、栄光の生意気なアップテンポのレディー・ガガ風のナンバー」と表現し、アルバムからの「1つの救いの恵み」と名付けた。 ガーディアンのキャロライン・サリバンは、Sweet 7は大幅にアメリカ化されたが、トラックは「風変わりな英国らしさをそのまま逃れた」と認めた。 インディペンデント評論家のアンディ・ギルは、この曲を「一般的なディスコ・ストンパー」と批判し、「空虚」と見なした。

## チャートパフォーマンス
「About a Girl」は、2009年11月21日のUKシングルチャートで8位でデビューし、その週の4番目に高いデビューとなった。 Iチャートでは8週間続いた。 この曲はイギリスで125,000枚を売り上げ、グループで13番目に売れたUKシングルとしてランクされている。 グループメンバーのベラバは、英国での曲のパフォーマンスに対する満足度について次のようにコメントしている。「私たちは新しいシングルのプロモーションを一切行わなかったが、それでも8位になった。私たちはそれに大喜びしており、私たちのレコードレーベルもそうである。」 このシングルは、スコットランドのシングルチャートでデビューし、4位を記録し、その週の2番目に高いデビューだった。アイルランドのシングルチャートで14位に達した。 このシングルはポーランドのダンストップ50チャートで22位を記録した。「About a Girl」はスロバキアのシングルチャートで69位にランクインした。このシングルは、ヨーロッパ全土でのパフォーマンスにより、ヨーロッパのホット100シングルチャートにチャートインし、28位に達した。

## ミュージックビデオ
「About a Girl」のミュージックビデオはマーティン・ワイズが監督した。キル・ビルのテーマに触発されたこのビデオは、2009年9月22日、ブキャナンがイーウェンに交代したという発表の翌日にカリフォルニア州ロサンゼルス近郊のバスケス・ロックスで撮影された。 ユーエンは「About a Girl」のビデオ撮影の2日前まで、シュガーベイブスの残りのメンバーと会っていなかった。 スタントダブルスは、曲のリリースまでにバンドが一緒になるかどうか確信が持てなかったため、シュガーベイブスのメンバーを描くために使用された。
ビデオは、キャラバンで2人のビジネスマンが仕事について話し合うところから始まる。会話が終わると、スタントダブルが運転する車が砂漠に到着。グループメンバーのハイジ・レンジが彼女の詩を歌い、彼女が車の周りで踊っている間、彼らは車から出発。グループの3人全員がコーラス中に踊り始め、スタントダブルが赤いブリーフケースを持ってキャラバンに入る。この後、彼女のスタントダブルがビジネスマンと話している間、ベラバは彼女の歌の詩を歌う。スタントダブルがキャラバンから追い出されたビジネスマンを攻撃している間、スガバブは再び踊り始める。別のビジネスマンが彼女を攻撃し始めるが、彼も戦いに負け、イーウェンのスタントダブルはキャラバンの外で別の男と戦い始め、彼も敗北。ビデオの後半では、ビジネスマンが地面に縛られ、スタントダブルがブリーフケースを投げる。これはびっくり箱が判明する。ビデオの最後に、スタントダブルは車両に再び入り、砂漠をドライブする。
デジタル・スパイのデビッド・ボールズは、このビデオを賞賛し、「グループ自身の歴史と同じくらい劇的なアクション満載の事件」と表現し、「滑らかなダンスの動きと挑発的なふきっかけがたっぷり」を賞賛した。
2022年のインタビューで、ブキャナンは、彼女が交代したというニュースを受け取ったとき、彼女がミュージックビデオのセットに向かう途中であることを確認した。

## ライブパフォーマンス
2009年8月8日、ミッドランズ・ミュージック・フェスティバルで「About a Girl」を初演した。この曲は、2009年9月8日にMSNの公演でケイシャ・ブキャナンとハイディ・レンジによって演奏された。ブキャナンがグループを去った後、「アバウト・ア・ガール」のプロモーションは、アメル・ベラバが「神経衰弱」を理由にヨーロッパの私立診療所に入院した際に停止された。これにより、ドイツのテレビでの予定されていた出演がキャンセルされた。 シュガーベイブスはスコットランド王室のバラエティーパフォーマンスのヘッドライナーを務める予定でしたが、「多くの法的問題が確定する」ためにキャンセルされた。 ベラバがクリニックから復帰した後、「About a Girl」はGMTVの新しいラインナップで初めてライブで演奏された。 この曲のアコースティックバージョンは、2009年11月11日にマイダベールスタジオのラジオ1でライブで演奏された。 シュガーベイブスはまた、2009年11月21日にBBCが主催する毎年恒例の英国のチャリティーアピールであるChildren in Needのためにこの曲を演奏した。 2010年3月、バンドはUK Asian Music Awardsでこの曲の「Desi」のリミックスを演奏した。

## トラックリスト
| - デジタルEP 1. "About a Girl" – 3:28 2. "About a Girl" (Martin Roth NuStyle Remix) – 6:26 3. "About a Girl" (Martin Roth NuStyle Radio Edit) – 4:08 4. "About a Girl" (K-Gee Remix) – 4:51 5. "About a Girl" (K-Gee Radio Edit) – 3:30 - Digital Single 1. "About a Girl" – 3:28 2. "About a Girl" (The Sharp Boys Radio Edit) – 3:47 | - CDシングル 1. "About a Girl" – 3:28 2. "About a Girl" (Martin Roth NuStyle Radio Edit) – 4:08 3. "About a Girl" (The Sharp Boys Radio Edit) – 3:47 4. "About a Girl" (K-Gee Radio Edit) – 3:30 |

## クレジットと人員
| - ソングライティング – ナディール・カヤト, マケバ・リディック - プロダクション - レッドワン - エンジニアリング - レッドワン、ジョニー・セヴェリン - 楽器 - レッドワン | - ボーカルエディター - レッドワン、ジョニー・セヴェリン - ボーカルプロダクション -マケバ・リディック - ミキシング - ロバート・オートン - 追加のボーカルプロダクション - フィリップ・ローレンス |

Sweet 7のライナーノートから引用されたクレジット。

## チャート
| チャート(2009年)                                 | 最高順位 |
| ------------------------------------------------ | -------- |
| European Hot 100 (Billboard)                     | 28       |
| ARTIST OR SONG MANDATORY FIELDS FOR IRISH CHARTS | 14       |
| ERROR: MUST PROVIDE DATE FOR POLISH CHART        | 22       |
| ERROR: YOU MUST PROVIDE DATE FOR SCOTTISH CHART  | 4        |
| スロバキア (Rádio Top 100)                       | 69       |
| ERROR: MUST PROVIDE DATE FOR UK CHART            | 8        |

## 認定
| 国/地域                          | 認定   | 認定/売上数 |
| -------------------------------- | ------ | ----------- |
| イギリス (BPI)                   | Silver | 200,000     |
| 認定のみに基づく売上数と再生回数 |        |             |

## リリース歴
| 国           | 発売日        | 形式                 | レーベル           |
| ------------ | ------------- | -------------------- | ------------------ |
| アイルランド | 2009年11月8日 | デジタルダウンロード | アイランドレコード |
| イギリス     | 2009年11月8日 | デジタルダウンロード | アイランドレコード |